# فردریک نوردبک
فردریک نوردبک (فنلاندی: Fredrik Nordback؛ زادهٔ ۲۰ مارس ۱۹۷۹) بازیکن فوتبال اهل فنلاند بود.
وی همچنین در تیم ملی فوتبال فنلاند بازی کرده‌است.